# Вошу
Вошу́ (фр. Vauchoux) — коммуна во Франции, находится в регионе Франш-Конте. Департамент — Верхняя Сона. Входит в состав кантона Пор-сюр-Сон. Округ коммуны — Везуль.
Код INSEE коммуны — 70524.

## География
Коммуна расположена приблизительно в 310 км к юго-востоку от Парижа, в 50 км севернее Безансона, в 11 км к северо-западу от Везуля.
По территории коммуны протекает небольшая река Скьот (фр. Scyotte), а вдоль западной границы — река Сона.

## Население
Население коммуны на 2010 год составляло 126 человек.
| 1962 | 1968 | 1975 | 1982 | 1990 | 1999 | 2010 |
| ---- | ---- | ---- | ---- | ---- | ---- | ---- |
| 132  | 149  | 143  | 138  | 108  | 116  | 126  |

## Экономика

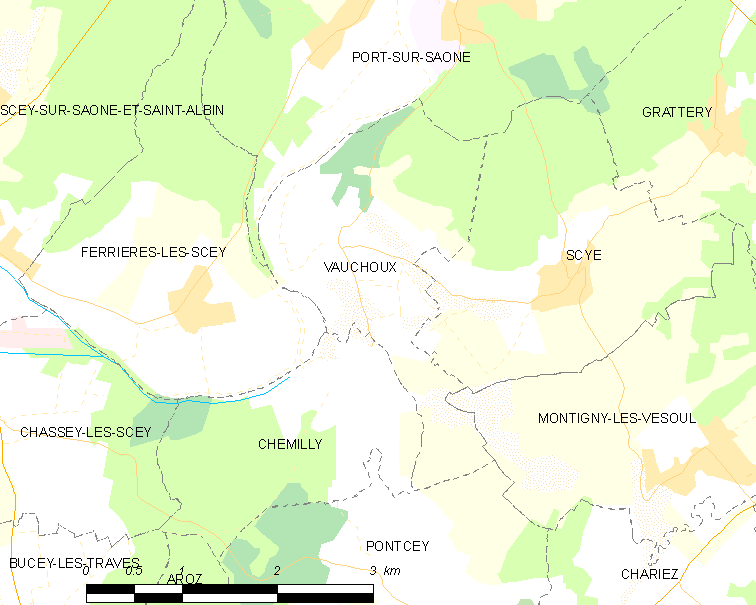
Карта коммуны

В 2010 году среди 72 человек трудоспособного возраста (15—64 лет) 57 были экономически активными, 15 — неактивными (показатель активности — 79,2 %, в 1999 году было 67,6 %). Из 57 активных жителей работали 54 человека (30 мужчин и 24 женщины), безработных было 3 (1 мужчина и 2 женщины). Среди 15 неактивных 5 человек были учениками или студентами, 5 — пенсионерами, 5 были неактивными по другим причинам.